# Guardianes del Amor
Guardianes Del Amor es una agrupación de Pop Grupero Latino con cinco nominaciones al premio Latin Grammy, formada en 1992 en la Ciudad de México. Reconocidos por su estilo sentimental, letras melancólicas, arreglos suaves y cumbias características, el grupo ha continuado activo durante más de tres décadas, consolidándose como una de las agrupaciones representativas del género en México, Estados Unidos, Latinoamérica y Europa.

## Historia
La banda fue creada por el reconocido productor argentino Aníbal Pastor, quien reunió a músicos de distintas trayectorias con la intención de renovar el sonido Romántico-Grupero. Arturo Rodríguez (voz) y Óscar Cervantes (batería) venían del grupo Espías, mientras que Pablo Calderón (guitarra) y Ernesto “Neto” Grazzia (bajo) se sumaron desde Monterrey, donde formaban parte de Enigma. Daniel Poplawsky se integró en 1993 como tecladista, tras una audición destacada.
Su álbum debut Cuatro Palabras (1993), bajo el sello RCA International, obtuvo doble disco de oro. En 1994, ganaron el premio Furia Musical como "Revelación Romántica del Año". Sus sencillos Amor se Escribe con Llanto, Déjame Secar tus Lágrimas, Cuatro Palabras, y Los Ángeles Lloran, se convirtieron en grandes éxitos en América Latina. Este último entró al Top 50 del Hot Latin Singles de Billboard.
En 1995 publicaron Camino al Cielo (BMG-Ariola), que incluyó los éxitos Para Qué Quiero un Corazón, Corazón Romántico y Ya lo Sé Todo. El sencillo Para Qué Quiero un Corazón ingresó rápidamente al Top 20 de Billboard. Ese mismo año, grabaron el dueto Un Amor Entre Dos junto al legendario Marco Antonio Muñiz.
Durante esta etapa, GDA realizó giras por México, Estados Unidos, Bolivia, El Salvador, Guatemala, Argentina, Paraguay y España, donde se convirtieron en la primera agrupación de su género invitada a presentarse dos veces en ese país.
En 1996 lanzaron Por Siempre y Para Siempre, cuyo sencillo El Perro, El Gato y Yo fue otro gran éxito. También incluyó el tema No Somos Nada, un dueto con Lupe Esparza, vocalista de Bronco.
En 1997 llegó Te Amo Todavía, con el éxito El Hechizo, que ingresó al Top 50 del Billboard Hot Latin Singles. Este álbum amplió su sonido hacia géneros como chicano, vallenato y norteño, confirmando su capacidad para crear baladas románticas pegajosas.
En 1998 publicaron Lo Más Romántico de Ayer con los Más Románticos de Hoy, un tributo a éxitos románticos de décadas pasadas. El disco fue oro en México y platino en EE. UU., y entró al Top 50 de Billboard. Contiene Mi Alma Te Seguirá, la única versión en español autorizada de My Heart Will Go On de Titanic, adaptada por Pablo Calderón.
En 1999 lanzaron Un Pedazo de Luna, producido por el afamado músico argentino Bebu Silvetti, con el cual recibieron su *primera nominación al Latin Grammy en la categoría "Mejor Interpretación Grupera".
En 2000 salió Un Millón de Lágrimas (Fonovisa), con los temas Sospechas de Mí (versión de Suspicious Minds de Elvis Presley), Tu Ángel Guardián y el tema que da título al álbum. Alcanzaron el puesto 20 en Top Latin Albums y el 6 en Regional Mexican Albums de Billboard.
En 2001 publicaron Muriendo de Frío, producido por *A.B. Quintanilla, con temas como *Te Sigo Amando, Te Extraño, Muriendo de Frío y Lloro la cual tuvo gran popularidad en Bolivia. El álbum fue nominado al Latin Grammy y entró en el Top 100 de los mejores álbumes latinos según Billboard.
En 2002, su versión del clásico We Are the Champions de Freddie Mercury fue seleccionada por Javier Aguirre, entonces director técnico de la Selección Mexicana, como himno no oficial para el Mundial Corea-Japón 2002.
En 2003 lanzaron Me Enamoré de un Ángel, seguido en 2004 por Olvidarte Nunca, álbum con el que incursionaron en la cumbia-rap. El tema Bebiendo Lágrimas fue un éxito internacional, premiado como "Mejor Canción del Año" en South Texas y El Salvador, y se mantuvo ocho semanas como número uno en Stereo Latino, la emisora hispana más importante de Texas.
En 2006 publicaron Decórame el Corazón, primer álbum completamente producido por ellos, con adaptaciones de That Girl Is Mine (Michael Jackson) y Perfect (Simple Plan), traducidas por Pablo Calderón.
En 2014, el vocalista Arturo Rodríguez dejó la banda para fundar su propio proyecto, Guardianes del Amor de Arturo Rodríguez. Pese a esta separación, el grupo original continuó presentándose y grabando nueva música.
En 2017, Ernesto Grazzia se retiró de las giras para dedicarse a su proyecto alterno La Casetera.
En 2023 se integró el cantante Arturo Salati como nuevo vocalista oficial, marcando el inicio de una nueva etapa para la agrupación. El grupo ha retomado grabaciones y presentaciones con una propuesta renovada, pero fiel a su esencia romántica.

## Reconocimientos
La agrupación ha sido nominada en cinco ocasiones al Latin Grammy en la categoría de Mejor Álbum Grupero. Aunque no han obtenido el premio, dichas nominaciones los han posicionado como una de las bandas más reconocidas de su género.
- ⁠Premio Furia Musical – Revelación Romántica del Año (1994)
- ⁠Nominación Latin Grammy 2000 – Mejor Interpretación Grupera (Un Pedazo de Luna)
- ⁠Nominación Latin Grammy 2001 – Mejor Álbum Grupero (Un Millón de Lágrimas)
- ⁠Nominación Latin Grammy 2002 – Mejor Álbum Grupero (Muriendo de Frío)
- ⁠Nominación Premios Oye! 2002 – Mejor Grupo Grupero del Año
- ⁠Nominación Latin Grammy 2005 – Mejor Álbum Grupero (Olvidarte Nunca)
- ⁠Nominación Latin Grammy 2006 – Mejor Álbum Grupero (Decórame el Corazón)

## Discografía Completa
1993 - Cuatro Palabras
1. Los Ángeles Lloran
2. Amor se escribe con Llanto
3. Cuatro Palabras
4. No se te hizo
5. Chiquita
6. Azúcar
7. Mi gran amor y un amigo
8. Historia de un amor
9. Piscatungaita
10. Déjame Secar tus Lágrimas
11. Soledad
12. Mamá Soltera

1995 - Camino al Cielo
1. Corazón Romántico
2. Adiós para Salvar tu Honor
3. Qué Daría Yo
4. Ya lo sé Todo
5. Canción Inconclusa
6. Muchachita
7. En el Nombre del Padre
8. Para que no me Olvides
9. Para que quiero un corazón
10. No Debí Dejarte Ir
11. No puedo más
12. Adiós con Adiós se Paga
13. Propiedad Privada
14. Un amor entre dos

1996 - Por siempre y para siempre
1. El Perro, el Gato y Yo
2. Ella
3. Quien como tu
4. Soledad
5. Jardín de Rosas
6. Me Voy a Enamorar
7. Que te Perdone Dios
8. No somos Nada
9. Cuando Dije Que Te Amaba
10. Que difícil es
11. Pajarito 1
12. Aleluya por tu Llegada
13. Tus guardianes
14. Voy a cantar por no llorar

1997 - Te Amo Todavía
1. Cien Abriles
2. El Hechizo
3. Enséñame a Olvidarte
4. Si Quieres Verme Llorar
5. Que la gente juzgue
6. Quisiera que Fuera un Sueño
7. El regreso de su amor
8. Si me ves llorar
9. Te Amo Todavía
10. En tu Sonrisa
11. Bésame un Poquito más
12. Aquel Diario

1998 - Lo más Romántico de Ayer con los más Románticos de Hoy
1. Palabras tristes
2. Serenata sin Luna
3. Yo Siento Solo
4. Esclavo y amor
5. Nunca más Podré Olvidarte
6. Y Volveré
7. Una Lágrima y un Recuerdo
8. Dame un Beso y Dime Adiós
9. Deja de Llorar Chiquilla
10. Lágrimas Amargas
11. Yo se que te acordare
12. A que le Tiramos
13. Debut y Despedida
14. Titanic (mi Alma te Seguirá)

1999 - Un Pedazo de Luna
1. Principio o Fin
2. Mi Tesoro
3. Sin Despedirnos
4. Quítame la Libertad
5. Niña
6. Que Mal Me Pagas
7. Un Pedazo de Luna
8. Mi razón de vivir
9. Quiero perder la memoria
10. Si no regresas
11. Contigo
12. Por siempre y para siempre

2000 - Éxitos en Vivo
1. Presentación
2. Para que quiero un corazón
3. Los Ángeles Lloran
4. Quien como tu
5. El Perro, El Gato y Yo
6. El Hechizo
7. Chiquita
8. Popurrí - Yo Sé que te Acordarás - Deja de Llorar Chiquilla
9. Principio o Fin
10. Mi Corazón Continuará (My Heart Will Go On)
11. Si no regresas
12. Cien Abriles
13. Amor se escribe con Llanto
14. Palabras tristes
15. Corazón Romántico
16. Cuatro Palabras
17. Yerba Mala

2000- Un Millón de Lágrimas
1. Me falta valor
2. Llévatela (mi Amigo)
3. El Busco
4. Tu ángel de la guarda
5. Para Volver a Amarte
6. Sospechas de mi
7. Sabes
8. No vivo más sin ti
9. Hoy te quiero tanto

2001- Muriendo de Frío
1. Te extraño
2. En un Rincón del Cielo
3. Lloro
4. Muriendo de Frio
5. Quisiera
6. Olvidando
7. Después de un Mal Amor
8. Te sigo amando
9. Tengo que olvidarte
10. Abre tu corazón

2003- Me Enamoré de un Ángel
1. Como Yo Te Amo
2. El Querido Olvidar
3. Dímelo
4. Para que Baile mi Pueblo
5. El Resto de mi Vida
6. Me Enamoré de un Ángel
7. Dejamos Morir el Amor
8. Quien va a Decir Adiós
9. No le digas
10. Globo sin Gas
11. La noche no basta
12. Vuelvo a Decir Te Amo
13. Te he Querido Olvidar (Versión Salsa)
14. Te he Querido Olvidar (Versión Cumbia)
15. El Querido Olvidar (Serenata)

2004- Olvidarte Nunca
1. Bebiendo Lágrimas
2. Corazón en ruinas
3. Uno, Dos, Tres
4. Si me Enamoro más
5. Olvidarte Nunca
6. Cuando tus Besos Vuelvan
7. Perdóname (por no Saber Decir te Amo)
8. Amores Idos
9. No Podría Olvidarte Jamás
10. La Carta (Una Carta)
11. Bebiendo Lágrimas (Versión Romántica)

2006 - Decórame el Corazón
1. Decórame el Corazón
2. No Soy Perfecto
3. Basta de Lágrimas
4. Dividido
5. Ella se fue
6. Quiero Ser Yo
7. Solo los Toros Lloran
8. La chica es para mi
9. Otro Amor Igual
10. Dinamita Pura
11. No Soy Perfecto (Balada)

2008 - Amor no me ignores
1. La Niña Está Triste
2. Amor no me ignores
3. Quiero Dormir Cansado
4. Desde que tu te has ido
5. Amante insaciable
6. Déjame Llorar
7. Almohada
8. Estabas tan linda
9. Vivir sin Aire
10. Locura Automática

2022 - XXX Años (En Vivo)
1. Bebiendo Lágrimas - En Vivo
2. Los Ángeles Lloran - En Vivo
3. Cuatro Palabras - En Vivo
4. Déjame Secar Tus Lágrimas - En Vivo
5. Corazón Romántico - En Vivo
6. Ya Lo Sé Todo - En Vivo
7. Amor Se Escribe Con Llanto - En Vivo
8. Para Qué Quiero Un Corazón - En Vivo
9. Historia De Un Amor - En Vivo
10. Si Quieres Verme Llorar - En Vivo
11. El Perro, El Gato Y Yo - En Vivo
12. Olvidando - En Vivo
13. Jugarse La Vida - En Vivo

2025 - Me Podría Enamorar
1. Besos Envenenados
2. Me Podría Enamorar
3. De Este Amor Salí Llorando
4. La Última Noche
5. Un Curita Pa' Una Herida Mortal Enlaces externos[4]

## Legado
Al igual que bandas como Los Bukis, Bronco, Selena y Los Dinos y Los Temerarios, Guardianes del Amor fue parte del auge explosivo de la música regional mexicana en los años 90. Tras más de tres décadas, su permanencia se atribuye a su capacidad de evolucionar e innovar sin perder su esencia romántica.